# Jiří Dienstbier mladší
Jiří Dienstbier ml. (* 27. května 1969 Washington, D.C.) je český advokát a sociálnědemokratický politik, v letech 2011 až 2020 senátor v obvodu č. 30 – Kladno za Českou stranu sociálně demokratickou. Zvolen byl v doplňovacích volbách po úmrtí svého otce Jiřího Dienstbiera staršího, jenž mandát zastával. V říjnu 2014 senátorské křeslo obhájil, v říjnu 2020 však již nikoliv, když vypadl už v prvním kole.
Od ledna 2014 do listopadu 2016 působil jako ministr bez portfeje, který měl na starosti lidská práva a rovné příležitosti a zároveň byl předsedou Legislativní rady vlády. V ČSSD byl místopředsedou strany v letech 2011–2013, stínovým ministrem spravedlnosti a kandidátem na primátora Prahy v říjnu 2010. Rovněž se stal kandidátem ČSSD v první přímé volbě prezidenta České republiky v lednu 2013; v prvním kole skončil těsně čtvrtý. Stranu opustil v červnu 2025 kvůli jejímu vyjednávání o společné kandidatuře s hnutím Stačilo!. V minulosti byl také předsedou Mladých sociálních demokratů.

## Život
Narodil se ve Washingtonu, kde byl Jiří Dienstbier starší zahraničním korespondentem Československého rozhlasu; tím získal i občanství USA. Po rozchodu rodičů vyrůstal především v domácnosti matky Zuzany Dienstbierové, která stejně jako Dienstbier starší patřila k první vlně signatářů Charty 77, v Podskalské ulici na Novém Městě pražském. Jeho dědečkem z matčiny strany byl malíř Jaromír Wíšo (1909–1992), z otcovy MUDr. Jiří Dienstbier, primář kladenské nemocnice v letech 1936–53 (†1976 nebo 1977). Pradědečkem z otcovy strany byl pianista Emil Hájek.[zdroj?]
Když Dienstbier chodil do 4. třídy, byl jeho otec odsouzen pro činnost ve VONS a na 3 roky se stal politickým vězněm. Pro svůj původ v disidentském prostředí byl i jako dítě vystaven perzekuci; 7. dubna 1982 ho příslušníci SNB na ulici obvinili z krádeže, odvezli na služebnu, vyhrožovali mu a následně vše popřeli. Kvůli persekuci rodičů nesměl chodit na jazykovou základní školu ani na gymnázium, ale po prodloužení ZŠ o 9. ročník (v té době již většinou zrušený) a dvou odvoláních mohl díky jistému uvolnění poměrů i se spolužákem Markem Bendou nastoupit na Střední průmyslovou školu strojnickou hl. m. Prahy, kde roku 1988 odmaturovali. To už probíhala přestavba a oba byli přijati na vysokou školu, Dienstbier na strojní fakultu ČVUT, obor strojírenská ekonomie – řízení strojírenské výroby.
Po listopadové revoluci složil na jaře 1990 přijímací zkoušky na právnickou fakultu UK; prezenční studium oboru právo a právní věda absolvoval po 6 a půl letech (s přestávkou na výkon poslaneckého mandátu) v roce 1997. Nastoupil jako advokátní koncipient do advokátní kanceláře exkomunistického expremiéra Mariána Čalfy Čalfa, Bartošík a partneři. V roce 1998 složil odbornou advokátní zkoušku a stal se advokátem, později partnerem v advokátní kanceláři Čalfa a Bartošík. Soustředil se na rozvoj vlastní právnické profese, kterou kombinoval s veřejnou aktivitou v komunální politice – 15 let vykonával plnou advokátní praxi. Věnoval se bez zúžené specializace celému rozsahu občanského, správního a obchodního práva.
V roce 1999 absolvoval stáž v advokátní kanceláři Hamburger, Weinschek, Molnar a Fischer ve Washingtonu.
Žije na vinohradské Zvonařce nesezdán s asistentkou Jaroslavou Tomášovou, mají syna Jiřího (*1993, někdy také uváděn jako Jiří Dienstbier jr.).

## Politická kariéra
Jiří Dienstbier byl v kontaktu s politikou od dětství. Během vysokoškolského studia se zapojil do nezávislého studentského hnutí, v roce 1989 byl spoluzakladatelem a hybatelem opozičního studentského sdružení STUHA. Sdružení vytvořila v průběhu roku 1989 skupina známých a spolužáků, mezi nimiž byli dále bratři Martin a Marek Benda, Jan Amos Dus, Roman Růžička, Šimon Pánek, Jan Vidím nebo Martin Klíma. Seskupení mělo značný vliv na radikalizaci studentů i jejich ochotu promluvit k veřejnému dění. Podílelo se také na studentském pochodu z Albertova 17. listopadu 1989.

### Poslanec Federálního shromáždění
Ve volbách v červnu 1990 byl Jiří Dienstbier ml. zvolen do Sněmovny lidu Federálního shromáždění za Občanské fórum, kam ho delegoval tzv. Českomoravský studentský parlament jako jednoho ze studentských vůdců. Kandidoval ve Středočeském kraji na 5. místě; po započtení preferenčních hlasů byl 6. z 8 zvolených. Po rozdělení OF přešel v květnu 1991 do klubu Občanského hnutí.
Do voleb v červnu 1992 působil v branně-bezpečnostním výboru, který vedl blízký spolupracovník Dienstbierových z disentu Ladislav Lis. Pracoval též v tzv. Komisi 17. listopadu, kde byli činní zejména studenti a která měla za cíl analyzovat činnost bývalých represivních složek, zejména StB.

### Komunální politika
Dienstbier prošel spolu se svým otcem nástupnickou stanou Občanského hnutí, Svobodnými demokraty, za něž byl v roce 1994 zvolen zastupitelem městské části Praha 2 (postoupil z nevolitelného 7. místa kandidátky na 2. ze 3 zvolených). V roce 1997 se stal členem České strany sociálně demokratické (od roku 2023 Sociální demokracie), za kterou kandidoval na nevolitelném místě i ve volbách 1998 a 2002. Znovu byl zastupitelem v letech 2006–2010 už jako lídr kandidátky.
V komunálních volbách v říjnu 2010 byl Dienstbier lídrem kandidátky ČSSD do Zastupitelstva hl. m. Prahy a jejím kandidátem na primátora. Před volbami vyloučil, že by ČSSD znovu (jako před rokem 2006) uzavřela koalici s ODS, neboť pražští zastupitelé za ODS jsou nedůvěryhodní, spojení s mnohými skandály a „vytvořili v Praze korupční, až mafiánské prostředí“.
ČSSD sice skončila poslední z pouhých tří stran, které do zastupitelstva prošly, ale dosáhla historicky nejlepšího výsledku 17,85 %, což bylo připisováno Dienstbierovu působení.[zdroj?] Po volbách se Dienstbier znovu postavil proti opakování koalice s druhou ODS a preferoval jednání s vítěznou TOP 09. Dostal se tak do otevřeného střetu se předsedou pražské ČSSD, zastupitelem a poslancem Petrem Hulinským. Byl však přehlasován a odstoupil z vyjednávacího týmu, čímž podle některých zpráv předešel tomu, že by jej spolustraníci sami odvolali. Poté byla koalice ODS a ČSSD uzavřena; Dienstbier tak svůj slib ve straně neprosadil. Sám se ale od koalice, kterou za ČSSD dohodli Petr Hulinský a exministr Zemanovy vlády Karel Březina, distancoval. Způsob jejího uzavření označil za „podrazácký“, ČSSD podle něj porušila sliby, které dala voličům.
Dne 8. ledna 2011 Dienstbier kandidoval na post předsedy pražské ČSSD proti Hulinskému, ale ten ho i zde porazil 104 hlasy ku 48. 
V listopadu 2011 ODS vypověděla spojenectví ČSSD a rychle uzavřela novou koalici s TOP 09. 10. září 2012 Dienstbier rezignoval na post zastupitele s tím, že necítil možnost prosadit v zastupitelstvu své představy a chtěl se více věnovat prezidentské kandidatuře. V zastupitelstvu ho nahradila Lucie Válová.
V komunálních volbách v roce 2022 kandidoval do zastupitelstva Prahy 2 z 2. místa kandidátky koalice Dvojka solidární a zelená, kterou tvořili Zelení, ČSSD a KDU-ČSL; získal sice nejvíce hlasů, ale koalice se 4,72 % do zastupitelstva neprošla. Zároveň kandidoval do Zastupitelstva hlavního města Prahy z 21. místa kandidátky koalice Solidarita, kterou tvořila ČSSD, Zelení, Budoucnost a Idealisté, ale ta zcela propadla s 2,01 %; získal 3. nejvyšší počet hlasů.

### Stínový ministr, sněmovní intermezzo
Ve sněmovních volbách v červnu 2010 kandidoval Dienstbier na nevolitelném 9. místě v Praze; díky preferenčním hlasům se však stal 1. náhradníkem za čtyřmi poslanci. Od července 2010 do roku 2014 byl Dienstbier stínovým ministrem spravedlnosti ČSSD.
Na sjezdu ČSSD v sobotu 19. března 2011, kde byl zvolen předsedou Bohuslav Sobotka (již od rezignace Jiřího Paroubka po volbách vedoucí stranu jako statutární místopředseda), se jemu blízký Dienstbier stal místopředsedou. Vzápětí lídr pražské sněmovní kandidátky, exministr vnitra nestranické Fischerovy vlády Martin Pecina oznámil, že pro nesouhlas s jejich programem odejde z parlamentu: „Není to zatrpklost. Má vize politiky je jiná než vize Bohuslava Sobotky a Jiřího Dienstbiera. Myslím si, že bych jim tam překážel. Abych dělal nějakou frakci a rozbíjel sociální demokracii, to bych považoval za nešťastné.“ Ústavní právníci prohlásili, že tím Dienstbierovi automaticky vznikne poslanecký mandát bez ohledu na jeho vůli, a že kdyby se tak stalo až podle Pecinova prvotního záměru v dubnu, po očekávaném Dienstbierově zvolení senátorem, Dienstbier by pro neslučitelnost přišel o čerstvý senátorský mandát (a volby by se musely opakovat). Aby tomu předešel, Pecina rezignoval již v pátek 25. března, ještě před začátkem 2. kola senátní volby. Dienstbierovi tak na den podle ústavy formálně vznikl poslanecký mandát, i když se ho neujal a nesložil poslanecký slib; s koncem senátní volby v sobotu 26. mu vznikl senátorský mandát. Do sněmovny nastoupil druhý náhradník, kontroverzní exposlanec Miroslav Svoboda „vykroužkovaný“ z 3. místa kandidátky.

### Senátor
Jiří Dienstbier starší byl na podzim 2008 jako nestraník zvolen za ČSSD do Senátu v Kladně, odkud pocházel; v sobotu 8. ledna 2011 však zemřel na rakovinu plic. Během několika dnů se ve straně objevily návrhy, aby v doplňovacích volbách kandidoval jeho syn; ten nabídku přijal v úterý 18. ledna, po otcově pohřbu. Zkritizoval prezidenta Václava Klause za to, že vyhlásil termín voleb hned v úterý 11., ještě před pátečním pohřbem. Oficiálně ho nominoval středočeský výkonný výbor 28. ledna 14 hlasy z 21 proti čtyřem dalším kandidátům.
Dienstbier mladší porazil kladenského primátora Dana Jiránka (ODS) 44 % ku 27 % hlasů v prvním kole 18.–19. března a 65 % hlasů ve 2. kole za 14 dnů. Již počátkem února jej podpořila Strana zelených s tím, že jeho program je zeleným blízký; předseda strany Ondřej Liška se aktivně zapojil do předvolební kampaně. Po prvním kole Dienstbiera podpořila i KDU-ČSL a obvodní výbor KSČM, který oslovil a navštívil. První mandát mu vypršel 25. října 2014.
Působíl v ústavně-právním výboru Senátu, kriticky komentoval přijetí nového občanského zákoníku, zejména délku legisvakance. Dlouhodobě se věnoval nominacím ústavních soudců, při nichž apeloval na větší důraz na odbornost a morální přednosti kandidátů. V dubnu 2012 se postavil proti nominaci exposlance ČSSD a náměstka nejvyšší státní zástupkyně Renaty Vesecké Zdeňka Koudelky, označovaného za blízkého „justiční mafii“.
Od dubna 2011 setrvával v průzkumech jako nejoblíbenější politik.
Ve volbách do Senátu PČR v říjnu 2014 obhajoval za ČSSD mandát senátora v obvodu č. 30 – Kladno. Se 30,63 % hlasů vyhrál první kolo a ve druhém porazil poměrem 55,40 % : 44,59 % nestraničku za TOP 09 a STAN Michaelu Vojtovou.
V senátních volbách v říjnu 2020 mandát znovu obhajoval za koalici ZÁSADOVOST, SPRAVEDLNOST – koalice ČSSD, Strany zelených a hnutí Budoucnost. V roztříštěném poli skončil až šestý s 8,80 %. Následně podpořil Pirátku Adélu Šípovou a ta ve 2. kole porazila exprimátora Volfa z ODS.

### Prezidentská kandidatura
Na přelomu roku 2011 a 2012 přišel ekonom a europoslanec ČSSD Jiří Havel s myšlenkou nominovat do přímých prezidentských voleb Dienstbiera. Na veřejnosti se tato idea objevila poprvé až v únoru 2012. Nominace zpočátku neměla v ČSSD jasnou podporu, uvažovalo se i o primárkách s dalšími kandidáty. Nakonec 19. května ústřední výkonný výbor ČSSD schválil nominaci Dienstbiera jako jediného kandidáta, který mu byl oficiálně navržen, 107 hlasy ze 152.
Dienstbier vyhlásil, že se nebude opírat jen o nominaci senátorů a poslanců ČSSD, kterou měl zajištěnou, ale že v souladu s principy přímé volby požádá také voliče o podporu prostřednictvím padesáti tisíc jejich podpisů, které sbíral s pomocí neplacených dobrovolníků a členů ČSSD. V neděli 21. října 2012 oznámil místopředseda strany Lubomír Zaorálek dosažení 50 000 podpisů; Dienstbier to potvrdil na tiskové konferenci v pondělí, kde představil program. Jako jediný kandidát tak měl podpisy ze všech 3 možných zdrojů nominace; ministerstvo vnitra nakonec jeho kandidaturu zaregistrovalo jako podanou 28 senátory a podpisy nekontrolovalo.
Dienstbier absolvoval veřejné diskuse s ostatními kandidáty,
komentoval aktuální politické dění.
Požádal, stejně jako Miloš Zeman, o podporu vedení KSČM;
to nakonec podpořilo oba kandidáty.
Dienstbier má vedle českého i občanství Spojených států amerických, které vzniklo automaticky narozením v zemi, není spojeno s žádnou přísahou, slibem nebo závazkem vůči USA,[zdroj?] není v rozporu s českým právním řádem a není překážkou volitelnosti. Jde o rozdílný způsob nabytí občanství, než jaký byl před prezidentskými volbami v únoru 2008 vzpomínán v souvislosti s emigrantem Janem Švejnarem, který je získal v dospělosti. Otázku Dienstbierova občanství nevznesl během kampaně jako relevantní žádný z protikandidátů.
V prvním kole voleb skončil se ziskem 16,12 % hlasů těsně čtvrtý za Janem Fischerem; postoupili tak Miloš Zeman, jehož podporovala nemalá část ČSSD už před 1. kolem, a Karel Schwarzenberg (TOP 09). Dienstbier poté navzdory stanovisku strany Zemana zkritizoval a vyslovil se pro Schwarzenberga.

### Další kariéra
Po prezidentských volbách Dienstbierova pozice ve straně dále oslabila. Před ostravským sjezdem získal v regionech jen minimum nominací a ve volbě čtyř řadových místopředsedů 15. března 2013 skončil s 237 hlasy ze 604 delegátů s odstupem pátý mezi 7 kandidáty. To bylo interpretováno jako porážka křídla předsedy Sobotky, k němuž patřil, pravicovějšími pragmatiky kolem Michala Haška. Kvůli ztrátě oficiální stranické funkce byl nato vyřazen z průzkumů oblíbenosti politiků, i když je paradoxně vedl.
Sobotka však následně Dienstbiera potvrdil v obměněné stínové vládě, kde posílil Špidla a naopak vypadla Zemanovi blízká Marie Benešová na konkurenčním postu pro boj s korupcí, a nevrátil se ani Zdeněk Škromach. To vzbudilo kritiku zemanovského křídla.
Jak sílila politická krize, Dienstbier si vyměňoval se zemanovským křídlem stále ostřejší útoky např. na Facebooku. V srpnu mj. vystoupil proti Zemanově nominaci předsedy městského soudu v Praze Jana Sváčka na Ústavní soud, kterou Senát o rok dříve zamítl prezidentu Klausovi.
Po volbách se v lednu 2014 stal kandidátem ČSSD na post ministra pro lidská práva a rovné příležitosti a předsedu Legislativní rady vlády ve vládě Bohuslava Sobotky. Dne 29. ledna 2014 jej prezident Zeman do těchto funkcí jmenoval.
Na 38. sjezdu ČSSD v březnu 2015 kandidoval na post statutárního místopředsedy strany. Získal však pouze 75 hlasů, zatímco Milan Chovanec 359 hlasů a Jeroným Tejc 236 hlasů. Do druhého kola volby tak nepostoupil. Po propadu ČSSD v krajských a senátních volbách v říjnu 2016 oznámil 11. listopadu premiér Sobotka, že Dienstbiera a ministra zdravotnictví Svatopluka Němečka odvolá z vlády. Ve funkci skončil k 30. listopadu 2016, nahradil jej Jan Chvojka.
Ve volbách do Poslanecké sněmovny PČR v říjnu 2021 měl Dienstbier kandidovat za ČSSD v Praze. V červnu ale odstoupil s několika dalšími na protest proti tomu, že na kandidátku byli dosazeni bývalý předseda Strany zelených Matěj Stropnický a ředitel Fakultní nemocnice v Motole Miloslav Ludvík.
V červnu 2024 kandidoval do Evropského parlamentu za Sociální demokracii na 26. místě z 28. Strana však získala pouze 1,86 % hlasů, a zvolen tak nebyl.
V září téhož roku oznámil kandidaturu na předsedu Sociální demokracie. Jeho protikandidátkou byla bývalá ministryně práce a sociálních věcí ČR Jana Maláčová a neúspěšný kandidát na senátora Petr Hůla. V říjnu 2024 se nakonec s přehledem stala předsedkyní strany Jana Maláčová, když získala 101 hlasů, zatímco Dienstbier obdržel jen 33 hlasů. Ve sněmovních volbách v roce 2025 se rozhodl nekandidovat. V červnu 2025 SOCDEM opustil kvůli jejímu vyjednávání o společné kandidatuře s hnutím Stačilo!, když toto hnutí označil za extrémistické a nacionálně konzervativní uskupení, jehož hodnoty jsou neslučitelné se sociálnědemokratickými.

## Aktivita pro Bohemians Praha 1905, právní spory
Je dlouholetým příznivcem fotbalových Bohemians a kolem roku 2005 se aktivně angažoval v krizi kolem vlastnických práv souvisejících s klubem, kdy přispěl především právní pomocí a strategií. Je místopředsedou představenstva Družstva fanoušků Bohemians, které spoluzaložil v březnu 2005, a členem dozorčí rady rovněž tehdy založené Bohemians 1905, a.s. (od prosince 2012 Bohemians Praha 1905).
Smlouvou z 6. dubna 2005 přešli hráči klubu ze „staré“ FC Bohemians, a.s. do nové, „fanouškovské“ Bohemians 1905. Stará a.s. skončila v konkursu a v lednu 2009 se konkursní správce obrátil na Bohemians 1905 s tím, že hráči jsou zapsáni do konkursní podstaty, s níž nelze nakládat bez jeho souhlasu, a podal na Bohemians 1905 vylučovací žalobu. Dienstbier však za advokátní kancelář vypracoval právní analýzu, že správce jednak již na hráče nemá práva a mimoto se jeho argumentace stejně netýká „prodeje“ hráčů, zejména Jana Morávka do německého Schalke 04; na jejím základě vedení klubu v dubnu 2009 uzavřelo smlouvu o přestupu za 2,25 mil. eur. 
Ačkoli Dienstbier tvrdil „Sjednáním smlouvy o přestupu hráče Morávka […] by se Bohemians 1905, a.s. ani její statutární orgány neměly vystavit žádným občanskoprávním ani trestněprávním sankcím“, tehdejší předseda dozorčí rady Petr Svoboda a ředitel klubu Lukáš Přibyl (následně zesnulý) byl v září 2011 za tento a další dva přestupy odsouzen; po úspěchu odvolání byl Svoboda v prosinci 2012 znovu odsouzen pouze za dva z přestupů. Po prvoinstančním rozsudku podal v listopadu 2011 majitel konkurenčních střížkovských FC Bohemians Praha Michal Vejsada i na Dienstbiera jako člena dozorčí rady trestní oznámení za porušení povinnosti při správě cizího majetku, poškození věřitele a zvýhodnění věřitele. Dienstbier to označil za „úsměvnou záležitost … naprostou pitomost“.
Další trestní oznámení na Dienstbiera v této věci podal v březnu 2013 Michal Maňák z Prahy 10, působící v politickém hnutí Uzdravme naši politiku.

## Názory
Za svého členství ve straně byl představitelem sociálně liberálního křídla České strany sociálně demokratické, blízkého bývalým předsedům ČSSD Špidlovi a Sobotkovi. Naopak se ocital v konfliktech s prozemanovským křídlem a bývalým 1. místopředsedou strany Michalem Haškem.
Tvrzení, že někomu se dobře žije ze sociálních dávek, je podle něj rozšířený stereotyp, a doporučuje každému, kdo se s tímto názorem ztotožňuje, aby si takový život vyzkoušel.
Účastnil se pochodu na podporu LGBT Prague Pride 17. srpna 2013.